# Bizorędki
Bizorędki – wieś w Polsce położona w województwie świętokrzyskim, w powiecie jędrzejowskim, w gminie Sobków.
W latach 1975–1998 miejscowość administracyjnie należała do województwa kieleckiego.
Sąsiaduje z Bizorędami.

## Historia
W wieku XIX wieś opisana jako Bizorędki w pow. jędrzejowskim, gminie Brzegi, parafii Mnichów, 15 wiorst od Jędrzejowa.
W 1827 r. było 12 domów, 60 mieszkańców.